# Síndrome de Angelman
A Síndrome de Angelman (SA) é um distúrbio genético que afeta principalmente o sistema nervoso. Os sintomas incluem microcefalia e uma aparência facial específica, deficiência intelectual severa, deficiência de desenvolvimento, fala funcional limitada ou ausente, problemas de equilíbrio e movimento, convulsões e problemas de sono. As crianças geralmente têm uma personalidade alegre e um interesse particular por água. Os sintomas geralmente se tornam perceptíveis por volta de um ano de idade.
A síndrome de Angelman é causada pela falta de função de uma parte do cromossomo 15, tipicamente devido a uma nova mutação, em vez de uma mutação herdada. Na maioria das vezes, isso ocorre devido à deleção ou mutação do gene UBE3A nesse cromossomo. Ocasionalmente, é devido à herança de duas cópias do cromossomo 15 do pai e nenhuma da mãe (dissomia uniparental paterna). Como as versões do pai são inativadas por um processo conhecido como impressão genômica, nenhuma versão funcional do gene permanece. O diagnóstico é baseado nos sintomas e possivelmente em testes genéticos.
Não há cura disponível.  O tratamento é geralmente de natureza de suporte. Medicamentos anticonvulsivantes são usados em pessoas com convulsões. A fisioterapia e o uso de órteses podem ajudar na caminhada. As pessoas afetadas têm uma expectativa de vida quase normal.
A síndrome de Angelman afeta um em cada 12 000 a 20 000 pessoas. Homens e mulheres são afetados com a mesma frequência. A síndrome foi nomeada em homenagem ao pediatra britânico Harry Angelman, que descreveu a síndrome pela primeira vez em 1965. Um termo mais antigo, "síndrome da marionete feliz", é geralmente considerado pejorativo. A síndrome de Prader-Willi é uma condição separada, causada por uma perda semelhante do cromossomo 15 do pai.

## Sintomas

### Principais
- Atraso do desenvolvimento, funcionalmente severo
- Incapacidade de falar, com nenhum ou quase nenhum uso de palavras
- A criança se comunica mais pela capacidade compreensão de seus atos do que pela expressão verbal
- Problemas de movimento e equilíbrio
- Crises convulsivas
- É observado o atraso no crescimento do perímetro cefálico em 80% dos casos, ocorrendo microcefalia em torno dos dois anos de idade
- Incapacidade de coordenação dos movimentos musculares voluntários ao andar e/ou movimento trêmulo dos membros
- Frequente qualquer combinação de riso e sorriso, com uma aparência feliz - embora este sorriso permanente seja apenas uma expressão motora
- Personalidade facilmente excitável, com movimentos aleatórios das mãos, hipermotricidade e incapacidade de manter a atenção
- Atração/fascínio pela água

### Associados
- Estrabismo
- Albinismo da pele e dos olhos
- Hipersensibilidade ao calor
- Mandíbula e língua proeminentes
- Dentes espaçados
- Comportamento excessivo de mastigação
- Problemas para dormir e com a alimentação durante a infância

## Tratamento
Não há tratamento disponível para os portadores da Síndrome de Angelman, sendo possível apenas suporte clínico ou psicossomático, procurando amenizar os sintomas e melhorar a qualidade de vida.

### CRISPR
A terapia para tratar o distúrbio do cérebro usa a ferramenta de edição de genes conhecida como CRISPR-Cas9 para ligar novamente a cópia do pai do UBE3A. O processo de aplicação envolve a injeção do cérebro de um feto com um vírus inócuo. O vírus infecta os neurônios e transmite um conjunto de moléculas que foram projetadas para corrigir falhas genéticas. O momento ideal para as injeções virais é durante o segundo trimestre, uma vez que os cérebros estão nos estágios iniciais de desenvolvimento.